# De amore (Andreas Capellanus)
O lásce (orig. De amore) je latinskojazyčný traktát z 12. století od francouzského autora Andrea Cappellana.

## Obsah
V tomto díle rozbírá Andreas Cappellanus podstatu dvorské lásky. Spis napodoboval Umění milovat Ovidia a na dlouhou dobu se stal kodexem evropské dvornosti. Prvním pravidlem dvorské lásky bylo podle autora „manželství není výmluvou pro to nemilovat.“ Mezi pravidla dvorské lásky také patří:
- Kdo není žárlivý, nemůže milovat.
- Nikdo nemůže být vázán dvěma láskami.
- Láska neustále roste nebo se zmenšuje.
- Co si milovník vezme od druhého bez jeho souhlasu, nemá půvab.

V protikladu ke křesťanské etice zdůrazňoval André le Chapelain pozitivní význam sexuálních vztahů:
| „                                       | Pokládám za jisté, že nám Bůh dává všechna dobra tohoto života proto, aby se činila vaše vůle a vůle jiných dam. Je zřejmé a pro můj rozum absolutně jasné, že muži nejsou ničím, že jsou neschopní pít ze zdroje dobra, nepodněcují-li je ženy. Nicméně jsou-li ženy původem a příčinou všeho dobra a dal-li jim Bůh takovou výsadu, je třeba, aby se samy projevovaly tak, aby ctnost těch, kdo konají dobro, podněcovala druhé činit stejně. Kdyby světlo žen nikomu nesvítilo, bylo by jako zhaslá svíce, která v temnotách nikoho neodrazuje ani nepřitahuje. A tak je zřejmé, že se každý muž musí snažit sloužit dámám, aby mohl být osvěcován jejich přízní. A dámy musejí činit, co jen mohou, aby udržovaly srdce dobrých mužů při jejich dobrých činech a aby dobrým prokazovaly čest pro jejich přednosti. Neboť všechno dobro, jež konají živé bytosti, konají kvůli lásce žen, pro chválu od nich a proto, aby se mohly honosit jejich dary, bez nichž se v tomto životě nekoná nic, co by bylo hodné chvály. | “ |
| — Andrea Cappellano, Pojednání o lásce. | |   |